# Tony Zale
Anthony Florian Zaleski (Antoni Florian Załęski), bardziej znany jako Tony Zale (ur. 29 maja 1913 w Gary, zm. 20 marca 1997 w Portage) – amerykański zawodowy bokser polskiego pochodzenia, dwukrotny niekwestionowany mistrz świata w wadze średniej (1941−1947, 1948). Słynął z mocnego uderzenia, nieustępliwości i odporności na ciosy rywali, co zaskarbiło mu przydomek „Człowieka ze stali”. Jest uznawany za jednego z najlepszych pięściarzy w historii kategorii średniej.

## Dzieciństwo
Urodził się w 1913 roku w Gary, w stanie Indiana. Został ochrzczony jako Anthony Florian Zaleski. Był szóstym dzieckiem Józefa i Katarzyny Załęskich, imigrantów z Mokrej Wsi koło Starego Sącza. Przybyli oni do Ameryki w 1911 roku na fali wielkiej galicyjskiej emigracji zarobkowej z przełomu XIX i XX wieku. Początkowo przebywali w Chicago, aby ostatecznie osiedlić się w Gary, mieście słynącym z przemysłu metalurgicznego. W jednej z tamtejszych stalowni znalazł bowiem zatrudnienie Józef.
Gdy Antoni miał niecałe 3 lata, jego ojciec zginął potrącony przez samochód. Trudna sytuacja bytowa rodziny (Załęscy mieli w sumie siedmioro potomstwa) zmusiła starsze rodzeństwo przyszłego boksera do pracy w stalowniach już we wczesnym wieku. On sam, po osiągnięciu kilkunastu lat, w chwilach wolnych od nauki również zaczął dorabiać w hucie.

## Kariera bokserska

### Początki
Dwaj starsi bracia Załęskiego w wolnym czasie amatorsko trenowali boks w lokalnym klubie działającym pod egidą Związku Narodowego Polskiego. Poszedł on w ich ślady i w wieku 15 lat stoczył swoją pierwszą walkę. Początkowo występował w wadze lekkiej, a później w półśredniej i średniej. Okazał się utalentowanym pięściarzem. W sumie stoczył 95 amatorskich walk, z których 87 wygrał, w tym ponad połowę przed czasem. Zdobył przy tym cztery razy mistrzostwo miasta (turnieje z serii Golden Gloves).
W 1934 roku, w wieku 21 lat, postanowił porzucić pracę w hucie i rozpocząć karierę zawodowego boksera wagi średniej (do 160 lb/72,6 kg). Przybrał pseudonim Tony Zale, pod którym występował później we wszystkich swoich walkach. Jego ówczesny menadżer okazał się jednak osobą nierzetelną. Eksploatował on nadmiernie młodego zawodnika, wystawiając go w samym tylko okresie od czerwca do grudnia 1934 roku w aż 21 pojedynkach. W konsekwencji Zale często walczył przemęczony i z niezaleczonymi kontuzjami. W końcu, gdy w następnym roku przegrał trzy walki z rzędu – dwie przed czasem i jedną zdecydowanie na punkty – zniechęcił się i zrezygnował z dalszych występów na ringu. Przez następne 2 lata znów zarabiał na życie przy wyrobie stali. Ciężkiej pracy fizycznej w tym okresie przypisywał potem nabranie muskulatury i wzmocnienie siły oraz wytrzymałości, której brakowało mu podczas wczesnego etapu kariery sportowej.

### Rozwój
Do zawodowego boksu powrócił w 1937 roku. Przeprowadził się do Chicago i nawiązał współpracę z cenionym menadżerskim duetem w osobach Sama Piana (odpowiadał za finanse i sprawy organizacyjne) oraz Arta Wincha (trener), który doprowadził kilka lat wcześniej innego chicagowskiego boksera, Barneya Rossa do potrójnego mistrzostwa świata. Pod opieką Wincha Zale poprawił znacznie technikę, zaczął wygrywać z coraz poważniejszymi rywalami i sukcesywnie piąć się w rankingach. W 1939 roku, kiedy wygrał 7 walk z rzędu (w tym 6 przed czasem), był już notowany w pierwszej dziesiątce wagi średniej na świecie.
Przełom w karierze Zale’a nastąpił na początku 1940 roku, gdy Pianowi udało się zakontraktować towarzyską walkę z Alem Hostakiem, mistrzem świata w wersji National Boxing Association (od początku lat 30. istniał rozłam w kategorii średniej, swoje tytuły mistrzów świata przyznawała w niej również Komisja Sportowa Stanu Nowy Jork – NYSAC). Hostak, Czech z pochodzenia, legitymował się bilansem walk 51-2-8. Dysponował dużą szybkością oraz nokautującym uderzeniem z obu rąk; był zdecydowanym faworytem. Walka odbyła się 29 stycznia w Chicago. Jej początek stał pod znakiem ataków Hostaka, który w 1. i 5. rundzie doprowadził do ciężkich nokdaunów Polaka. Zale przetrzymał jednak napór rywala i od 6. rundy zaczął dominować, głównie dzięki świetnie bitym seriom ciosów w korpus. Ostatecznie wygrał przez jednogłośną decyzję. Wytrzymałość i nieprzeciętna odporność na ciosy jaką wykazał Zale, w połączeniu z jego robotniczym pochodzeniem, spowodowały, że właśnie po tej walce został ochrzczony przez prasę „Człowiekiem ze stali” (Man of Steel).

### Mistrzostwo świata
Pojedynek z Hostakiem miał jedynie rangę towarzyskiego, więc Czech zachował mistrzostwo świata NBA. Zale miał jednak w przypadku swojego zwycięstwa zagwarantowane w kontrakcie prawo do drugiej walki, której stawką miał być tytuł. 19 lipca 1940 roku doszło więc w Seattle do rewanżu. Zale tym razem przeważał od samego początku. W połowie walki Hostak miał już tak zapuchnięte oczy, że ledwo mógł widzieć. Leżał na deskach w 9. i 12. rundzie. Wkrótce po jego trzecim nokdaunie w 13. rundzie sędzia przerwał pojedynek i ogłosił techniczny nokaut. Tym samym Zale został nowym mistrzem świata NBA w wadze średniej.
Zaledwie miesiąc później stoczył towarzyską walkę z Billym Soose’em (25-4-0). Mimo że Zale w pierwszych rundach miał przewagę, ostatecznie przegrał wyraźnie na punkty. Dziewięć miesięcy później Soose został mistrzem świata NYSAC. Zale stoczył natomiast w Chicago dwie walki w obronie swojego mistrzostwa NBA. Najpierw w lutym 1941 roku znokautował w 14. rundzie Steve’a Mamakosa (25-8-1), a potem w maju potrzebował niecałych 2 rund, aby uporać się po raz trzeci z Hostakiem. Tymczasem Soose przeszedł do kategorii półciężkiej, pozostawiając mistrzostwo NYSAC nieobsadzone. Stworzyło to szansę na unifikację mistrzostwa świata w wadze średniej. NBA i NYSAC porozumiały się co do pretendenta – został nim Georgie Abrams (43-4-2). Pięściarz ten w przeszłości trzykrotnie pokonał niedawnego pogromcę Zale’a, Billy’ego Soose’a. Walka została rozegrana 28 listopada 1941 roku w nowojorskiej hali Madison Square Garden, w obecności ponad 10 000 widzów. Abrams dobrze rozpoczął, powalając w 1. rundzie ciosem sierpowym Zale’a, który z trudem wstał dopiero na „9”. Począwszy od 3. rundy bokser z Gary zaczął jednak przejmować inicjatywę, obijając korpus coraz bardziej słabnącego przeciwnika. Abrams próbował jeszcze odwrócić losy walki w 8. rundzie, gdy kolejnym sierpowym w szczękę zachwiał Zale’em. Ten przełamał jednak kryzys i już do końca pojedynku kontrolował sytuację. Ostatecznie Zale wygrał przez jednogłośną decyzję, będąc zdaniem korespondenta The New York Times lepszym w 11 z 15 rund. Zunifikował mistrzostwo świata, stając się pierwszym od 10 lat niekwestionowanym czempionem wagi średniej.
Niecałe dwa tygodnie później Japończycy zaatakowali Pearl Harbor, w reakcji na co Stany Zjednoczone przystąpiły do II wojny światowej. Zale zdążył jeszcze stoczyć w lutym 1942 roku przegraną towarzyską walkę z byłym mistrzem świata wagi półciężkiej, Billym Connem (61-10-1), po czym zgłosił się na ochotnika do marynarki wojennej. Służył w niej do jesieni 1945 roku w roli instruktora zaprawy fizycznej. Na ring powrócił dopiero w styczniu 1946 roku, po niemal 4-letnim rozbracie z boksem. Mimo to wciąż uznawany był za mistrza świata, gdyż na czas wojny zostały „zamrożone” wszelkie tytułu, których posiadacze znajdowali się w czynnej służbie wojskowej.

### Walki przeciwko Graziano
W czasie gdy Zale był w marynarce wojennej, pojawił mu się nowy konkurent do mistrzostwa. Był nim Rocky Graziano – młody nowojorczyk, potomek włoskich imigrantów. W 1942 roku został on powołany do wojska, jednak jego służba trwała krótko, bowiem uderzył oficera i dopuścił się dezercji. W konsekwencji odbył karę pozbawienia wolności i został wydalony z armii, dzięki czemu już w czerwcu 1943 roku mógł wznowić pięściarską karierę. W połowie 1946 roku miał na swoim koncie 54 zawodowe walki, w tym 43 wygrane (23 przed czasem). Był obdarzony mocnym ciosem z prawej ręki, dzięki któremu w samym tylko 1945 roku zanotował 6 zwycięstw z rzędu przez nokaut, w tym nad Alem „Bummym” Davisem, Haroldem Greenem oraz dwukrotnie Freddym Cochrane’em – ówczesnym mistrzem świata w wadze półśredniej. Jego pierwsza walka z tym ostatnim została uznana przez fachowy magazyn „The Ring” pojedynkiem roku. Pozycję głównego pretendenta do tytułu Graziano ugruntował na początku 1946 roku, gdy rozprawił się w niecałe dwie rundy z Martym Servo (przyszłym mistrzem kategorii półśredniej).
Menadżerowie Zale’a przystali na walkę z Graziano, jednak zanim do niej doszło, zorganizowali swojemu zawodnikowi w pierwszej połowie 1946 roku 6 walk towarzyskich. Miały one pomóc mu dojść do należytej formy po długiej przerwie od boksowania. Zale wygrał wszystkie przez nokaut.
Do walki o mistrzostwo świata doszło 27 września 1946 roku na nowojorskim Yankee Stadium, w obecności około 40 000 widzów. Mimo że to Zale bronił tytułu, bukmacherzy upatrywali faworyta w Graziano (3:1). Podyktowane było to tym, że Polak miał już 33 lata (co w ówczesnych realiach wagi średniej było wiekiem zaawansowanym) i potencjalnie najlepsze lata swojej kariery stracił służąc w marynarce wojennej. Ponadto dopiero co wyzdrowiał po przebytym zapaleniu płuc, z którego to powodu pojedynek został przełożony o dwa tygodnie. Z kolei Graziano był 9 lat młodszy i nieprzerwanie od trzech lat toczył walki na wysokim poziomie.
Początek pojedynku należał do obrońcy tytułu, który wykorzystał manierę rywala do opuszczania gardy, powalając go lewym sierpowym w szczękę. Graziano powstał jednak dość szybko i w końcówce rundy przypuścił gwałtowny kontratak, który spowodował, że Zale nie był w stanie o własnych siłach trafić do swojego narożnika. Dwie następne rundy stały już pod znakiem całkowitej dominacji pretendenta – w 2. Zale był liczony, jego twarz była porozbijana a prawy kciuk złamany. Mistrz nieco lepiej radził sobie w 4. starciu, gdy kilkakrotnie zapunktował silnymi ciosami w korpus, jednak w 5. był znów na krawędzi nokautu. Sędzia ringowy Ruby Goldstein był w tym momencie bardzo bliski podjęcia decyzji o zatrzymaniu walki. W 6. rundzie Graziano, nie dbając już zupełnie o obronę oraz chcąc w końcu znokautować przeciwnika, przyspieszył jeszcze tempo i zaczął bić ciężkie, obszerne ciosy. Odporność i doświadczenie Zale’a wzięły jednak wtedy górę. Przeczekał on napór i niespodziewanie wyprowadził kombinację prawy sierpowy w korpus – lewy sierpowy w głowę. Trafiony nią Graziano bezwładnie osunął się na deski. Mimo że z trudem zdołał dźwignąć się na nogi, został wyliczony przez sędziego, po raz pierwszy w swojej karierze przegrywając przed czasem. Zdaniem będącego na widowni Nata Fleischera, redaktora naczelnego The Ring, była to najbardziej dramatyczna walka bokserska od czasów pojedynku Dempseya z Firpo. Obaj pięściarze otrzymali w ramach wynagrodzenia po 78 890 dolarów, co stanowił ówcześnie rekordową kwotę dla wagi średniej. Zale powrócił do Gary, gdzie był witany przez 30-tysięczny tłum i otrzymał od władz symboliczne klucze do miasta.
16 lipca 1947 roku w hali Chicago Stadium doszło do oczekiwanego przez publikę rewanżu. Był on niemniej zacięty i brutalny niż pierwsza walka, ale toczony w znacznie gorszych warunkach – wewnątrz hali panował zaduch, temperatura sięgała prawie 50 °C. Tym razem to Zale miał przewagę w pierwszych rundach – w 3. Graziano był liczony, a w 5. miał już porozcinaną twarz i całkowicie zapuchnięte prawe oko. Mimo to z upływem czasu nowojorczyk coraz częściej przechodził do kontrataków. W 6. rundzie zadał Zale’owi kilkanaście silnych ciosów, po których ten zaczął się chwiać. Czempion przestał w końcu odpowiadać na uderzenia i wyraźnie wyczerpany upadł na kolana, z głową wysuniętą za liny. Arbiter Johnny Behr liczył tylko do „2”, po czym – uznając, że Załęski nie będzie się już w stanie bronić – ogłosił zakończenie walki przez techniczny nokaut. Zale i jego zwolennicy kwestionowali później tę decyzję, uważając ją za przedwczesną. Behr w słynnych słowach odpowiedział: Chcieliście, żebym dopuścił do morderstwa?. Mimo porażki i utraty tytułu Zale otrzymał 140 682 dolary, co było rekordową wypłatą w jego karierze.
Przez następne pół roku nie walczył, po czym w krótkim czasie stoczył trzy wygrane przed czasem pojedynki, w tym z pretendującym do walki o tytuł Lou Woodsem. Zapewniło mu to prawo do kolejnej walki z Graziano i szansę odzyskania mistrzostwa. Trzecia i ostatnia konfrontacja między tymi pięściarzami miała miejsce 10 czerwca 1948 roku na Ruppert Stadium w Newark. Od pierwszego gongu zdecydowaną przewagę uzyskał Zale, szybko doprowadzając do nokdaunu mistrza. Graziano próbował kontratakować w 2. rundzie, jednak nie przyniosło to większego efektu. W 3. rundzie Zale odzyskał inicjatywę i po raz drugi powalił rywala. Graziano wstał na „7”, ale był zamroczony. Wkrótce potem pretendent wyprowadził nokautującą kombinację lewy sierpowy w wątrobę – prawy sierpowy w szczękę, po której obrońca tytułu upadł nieprzytomny na plecy i ze wstrząśnieniem mózgu został odwieziony do szpitala. Zale został tym samym pierwszym od czasów Stanleya Ketchela niekwestionowanym czempionem wagi średniej, któremu udało się odzyskać mistrzostwo.
Walki Zale’a z Graziano uznawane są powszechnie za jedną z najlepszych i najbardziej dramatycznych trylogii w historii zawodowego pięściarstwa. Mimo zaciekłej rywalizacji obaj pięściarze darzyli się wzajemnym szacunkiem, a potem nawet się zaprzyjaźnili.

### Utrata mistrzostwa
Zaledwie trzy miesiące po trzecim starciu z Graziano, 21 września 1948 roku Zale stanął do obrony odzyskanego tytułu. Zmierzył się w Jersey City z mistrzem Europy, Marcelem Cerdanem (108-3-0). Francuz był dobrze znany w USA, wcześniej pokonał już bowiem takich amerykańskich zawodników jak Holman Williams, Georgie Abrams czy Harold Green. Był bokserem wszechstronnym, silnym fizycznie i świetnie wyszkolonym technicznie. Zale był jednak faworytem bukmacherów (8:5). Od początku walki Cerdan był pięściarzem aktywniejszym. Częściej trafiał i umiejętnie się bronił przed kontrami czempiona. Począwszy od 8. rundy Zale zaczął słabnąć i tracić szybkość. Niemal równo z gongiem kończącym 11. starcie został trafiony lewym sierpowym, po którym upadł na kolana. Został zawleczony do narożnika przez sekundantów, ale nie był już w stanie wyjść do następnej rundy. Stracił mistrzostwo świata i wkrótce potem, mając 35 lat, zakończył pięściarską karierę.

## Późniejsze lata
Zaangażował się w różne przedsięwzięcia handlowe, m.in. w branży samochodowej. Nie rozstał się jednak zupełnie z boksem. Uzyskał licencję sędziego ringowego. Ponadto, w latach 1949–1970 nauczał boksu w miejscowej Organizacji Młodzieży Katolickiej, a potem prowadził zajęcia pięściarskie dla nastolatków na zlecenie Chicago Park District. W 1956 roku został zaangażowany do filmu „Między linami ringu”, opowiadającym o życiu Rocky’ego Graziano. Miał w nim zagrać siebie samego. Podczas zdjęć przypadkowo znokautował odtwarzającego rolę Graziano Paula Newmana. Spowodowało to, że gwiazdor bał się potem ciosów i sparował z nadmierną ostrożnością, a sceny walki wyglądały przez to nieprzekonywująco. W rezultacie reżyser Robert Wise postanowił zastąpić Zale’a zawodowym aktorem.
W 1951 roku rozpadło się pierwsze małżeństwo Zale’a (od 1942 roku był żonaty z Adelaine, z którą miał dwie córki – Mary Aline i Therese Louise). Ożenił się powtórnie w 1970 roku – z Philomeną, byłą zawodową baseballistką, a później nauczycielką wychowania fizycznego.
Mimo że urodził się i wychował w USA, uważał się za Polaka i dość swobodnie wypowiadał się po polsku. Był aktywny w środowisku amerykańskiej Polonii, a także często gościł u siebie sportowców z Polski. W latach 60. był kilkukrotnie zapraszany przez różne instytucje społeczne do kraju, jednak będąc nieufnym wobec komunistycznych władz nie zdecydował się na przyjazd.
Z upływem czasu jego stan zdrowia się pogarszał. Miał coraz większe problemy z mówieniem, więc podczas wystąpień publicznych przemawiała za niego żona. Zdiagnozowano u niego chorobę Parkinsona oraz Alzheimera. Pod koniec życia był częściowo sparaliżowany, poruszał się na wózku inwalidzkim. Po śmierci żony w 1992 roku zamieszkał w domu opieki i przestał pokazywać się publicznie. Zmarł w 1997 roku w Portage. Został pochowany na Calvary Cemetery w Hobart, w pobliżu Chicago.

## Styl walki
Jego przydomek „Człowieka ze stali” odzwierciedlał cechującą go ponadprzeciętną wytrzymałość i odporność na uderzenia. Dzięki temu, bez obawy przed ciosami rywali, mógł swobodnie skracać dystans i razić ich z bliskiej odległości. Jego największym atutem były uderzenia w korpus, którymi męczył przeciwników, przygotowując grunt pod nokaut. Jak stwierdził w często cytowanej wypowiedzi jeden z rywali Zale’a, Billy Soose, kiedy uderzał cię w brzuch, sprawiało to wrażenie, jakby przeszył cię i utkwił w twoim ciele rozżarzony pogrzebacz. Bert Sugar i Teddy Atlas umieścili Załęskiego na pierwszym miejscu swojej listy najlepiej bijących w korpus bokserów wszech czasów.
Był dość dobrze wyszkolony technicznie, jednak miewał problemy w starciach z przeciwnikami górującymi nad nim w tej materii, co szczególnie widoczne było w walkach z Soose’em czy Cerdanem. Braki techniczne nadrabiał nieustępliwością oraz bardzo silnym uderzeniem. Był puncherem, tj. pięściarzem zdolnym rozstrzygać losy walki pojedynczymi, nokautującymi ciosami – ponad 2/3 swoich zwycięstw odniósł przed czasem.

## Wyróżnienia
Dzięki pierwszemu zwycięstwu nad Rockym Graziano, Zale został uznany przez magazyn „The Ring” bokserem 1946 roku. Trzy walki z jego udziałem – pierwsza i druga przeciwko Graziano oraz pojedynek przeciwko Cerdanowi – zostały wyróżnione przez to czasopismo tytułem walki roku. W 1947 roku otrzymał również przyznawaną corocznie przez Amerykański Związek Dziennikarzy Bokserskich nagrodę im. Edwarda J. Neila dla najbardziej zasłużonego pięściarza poprzedniego roku.
W 1985 roku gazeta „Chicago Tribune” umieściła go na 2. miejscu wśród 10 najwybitniejszych bokserów związanych z Chicago (wyżej został oceniony jedynie Barney Ross, mistrz świata w trzech kategoriach wagowych w latach 30.). Natomiast w 2003 roku znalazł się na 41. miejscu w sporządzonym przez „The Ring” rankingu 100 największych puncherów w historii boksu.
Historycy boksu Bert Sugar i Herb Goldman, a także trener oraz komentator telewizyjny Teddy Atlas wymienili Zale’a w swoich zestawieniach 10 najlepszych pięściarzy w historii wagi średniej.
W 1958 roku w uznaniu sportowych osiągnięć Tony Zale został wpisany do Galerii Sław Boksu magazynu „The Ring”, a w 1991 roku do Międzynarodowej Galerii Sław Boksu (IBHOF).